# Serik Yeleuov
Serik Yeleuov (n. 15 decembrie 1980, Qarağandy, RSS Kazahă, URSS) este un boxer ce a reprezentat Kazahstan, medaliat olimpic. A participat la o ediție a Jocurilor Olimpice (2004) în care a câștigat o medalie de bronz.

## Participări
Lista de mai jos prezintă principalele competiții la care a participat Serik Yeleuov de-a lungul carierei.
- boxing at the 2004 Summer Olympics – lightweight[*]